# 1907 en Nouvelle-Écosse
Chronologie de la Nouvelle-Écosse
- 1903
- 1904
- 1905
- 1906
- 1907
- 1908
- 1909
- 1910
- 1911

Cette page concerne des événements d'actualité qui se sont produits durant l'année 1990 dans la province canadienne de la Nouvelle-Écosse.

## Politique
- Premier ministre : George H. Murray
- Chef de l'Opposition :
- Lieutenant-gouverneur : Duncan Cameron Fraser
- Législature :

## Naissances
- 27 janvier : Donald A. McLean naît à Inverness. Libéral, il est nommé sénateur sur avis de Lester Pearson le 15 mars 1968 et le reste jusqu'à sa mort, le 5 novembre 1973.

- 20 mars : Hugh MacLennan est un écrivain, professeur et journaliste québécois de langue anglaise, né à Glace Bay, Nouvelle-Écosse et décédé le 7 novembre 1990. Après des études aux universités Dalhousie, Oxford et Princeton, il s'installe à Montréal où il enseigne la littérature anglaise au Lower Canada College et à l'université McGill.